# Mercado Central de Belo Horizonte
O Mercado Central (atualmente Mercado Central KTO, por questões de patrocínio), e anteriormente denominado Mercado Municipal de Belo Horizonte, é um mercado localizado no Centro de Belo Horizonte, na cidade de Belo Horizonte, no Brasil. Foi criado em 7 de setembro de 1929 pelo então prefeito Cristiano Machado. Pertenceu à Prefeitura de Belo Horizonte até 1964. Seu galpão ocupa um quarteirão inteiro do Centro da cidade, sendo a entrada principal voltada para a avenida Augusto de Lima.

## História

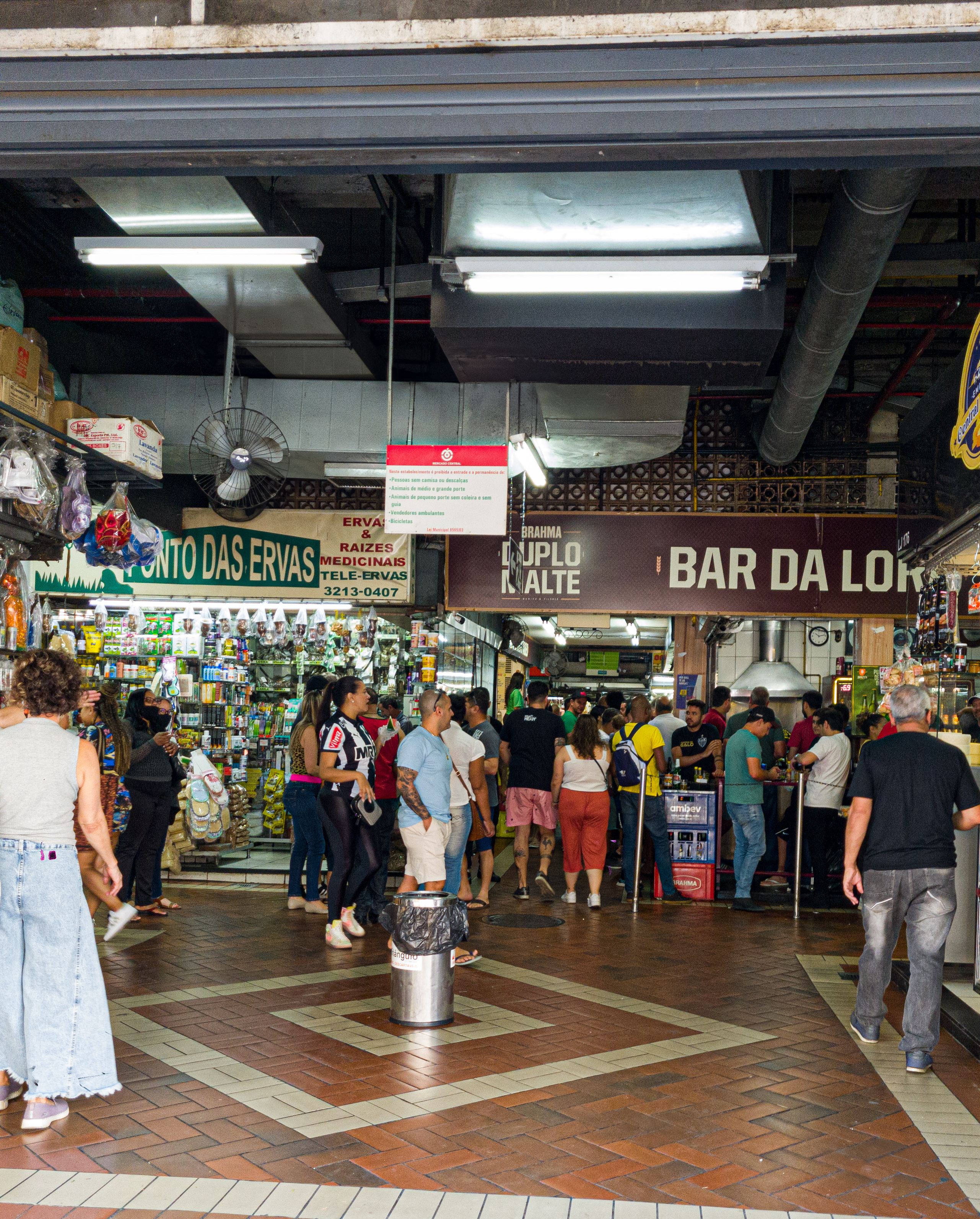
Entrada do Mercado Central de Belo Horizonte

Cristiano Machado fundou o Mercado em 1929. Na época, o mercado era um campo aberto, com barracas simples. Funcionava como um centro de distribuição de alimentos e outros gêneros, assim como hoje temos a CEASA-MG.
O Mercado funcionou perfeitamente até 1964, quando o prefeito Jorge Carone resolveu vender o terreno, alegando impossibilidade de administração. Cristiano Machado, juntamente com alguns comerciantes, comprou o mercado, para que a venda a terceiros fosse evitada. No entanto, os compradores enfrentaram, imediatamente, um primeiro empecilho: teriam que construir um galpão coberto, na área total do antigo mercado, dentro de um prazo de cinco anos. Caso não conseguissem, teriam que devolver a área à Prefeitura. A cada dia, novas dificuldades impediram o início da construção. A 15 dias do prazo dado pela prefeitura, ainda faltava o fechamento do mercado.
Foi então que os irmãos Osvaldo, Vicente e Milton de Araújo, fundadores do Banco Mercantil do Brasil, decidiram acreditar no empreendimento e investiram no projeto, financiando a construção, confiando no valor do empreendimento para a cidade e em respeito à amizade que mantinham com o administrador do mercado, Olímpio Marteleto. Para que o galpão pudesse ser fechado no prazo estabelecido, foram contratadas quatro construtoras, cada uma responsável pela obra em uma das fachadas. Ao fim de 15 dias, os 14 000 metros quadrados de terreno estavam totalmente fechados. Os associados, com seu empreendedorismo e entusiasmo, viam seu esforço recompensado.

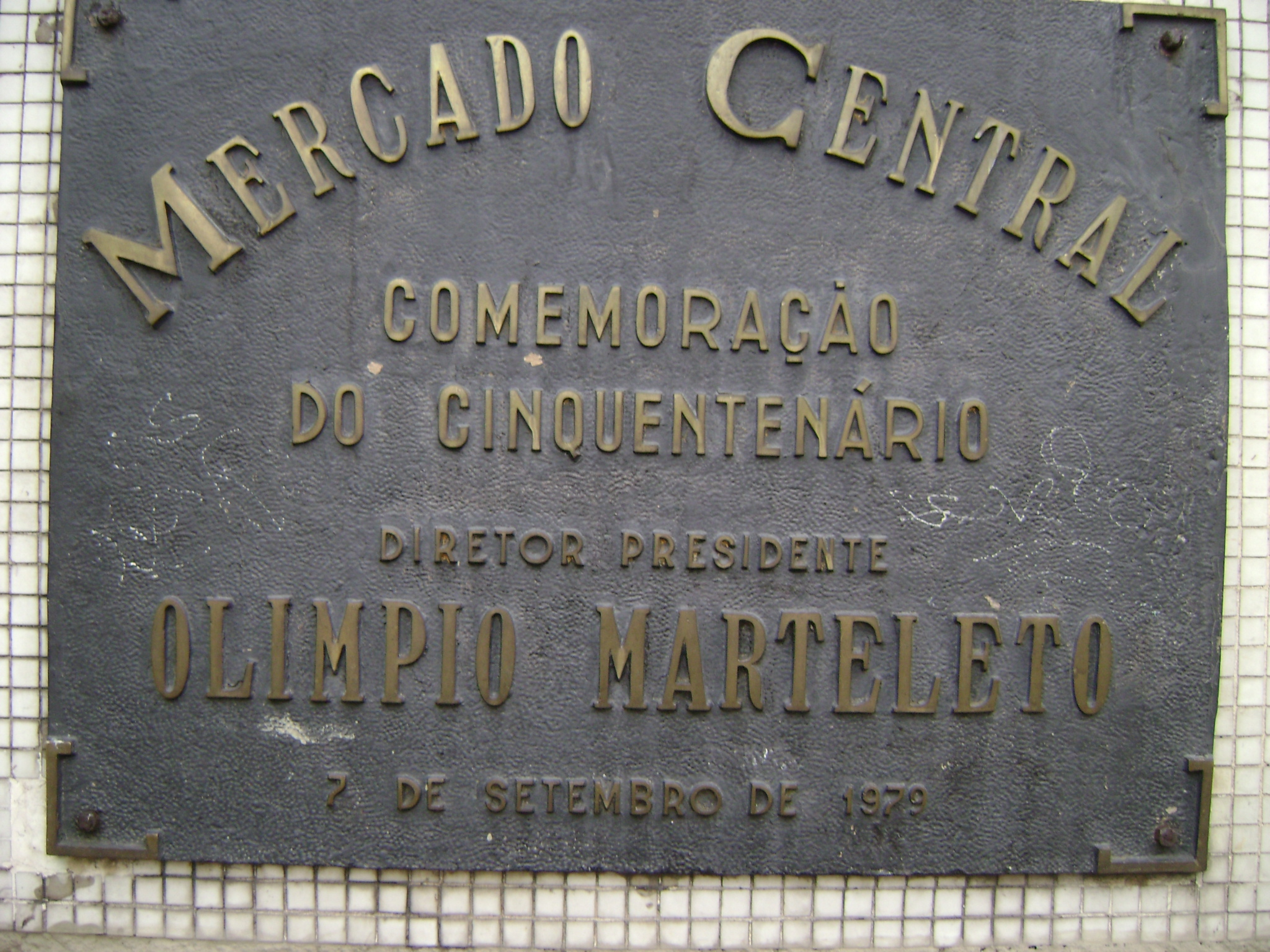
Inscrição na parede exterior do Mercado Central, relacionando o seu cinquentenário

Juntamente com alguns comerciantes, seu administrador, na época Alcides Régis, promoveu a 1ª comemoração da Páscoa dos Comerciantes em 20 de junho de 1954.
Era um movimento pioneiro e, para celebrá-lo, foi designado, pela diocese um padre da Igreja São José. Como o Mercado ainda não havia sido construído e não existia um espaço próprio para as comemorações, estas eram realizadas no átrio e nas escadarias da Secretaria de Saúde, hoje Minas Centro.
O movimento cresceu e envolveu os comerciantes, seus familiares e amigos. Em agradecimento à Virgem de Fátima por uma graça alcançada, uma comerciante de frutas e verduras e frequentadora dos festejos de Páscoa do Mercado, a portuguesa Maria da Conceição Morais, doou uma imagem de Nossa Senhora de Fátima, em 1972, que passou a ser a padroeira do Mercado. A imagem, na época da páscoa, era exposta à visitação dos devotos.
Em 1964, o Mercado Municipal foi comprado por um grupo de comerciantes liderados por Raimundo Pereira Lima que fundaram uma cooperativa e deram início à reconstrução do estabelecimento, que passou a se chamar Mercado Central Abastecimento e Serviços S/C de Belo Horizonte. O local recebeu a pavimentação de ruas internas, cobertura metálica, reforma e/ou reconstrução das barracas e edificação de um outro pavimento - o estacionamento para automóveis.
Durante a reforma, foi construída uma capela para abrigar a imagem da Virgem de Fátima. Em 1972, o presidente do Mercado, Olímpio Marteleto, e alguns comerciantes solicitaram, ao bispo dom João de Rezende Costa, o reconhecimento da capela, construída no estacionamento do Mercado. Ainda nesse ano, foi celebrada, por dom João e o padre Antônio Gonçalves, a missa inaugural. O padre foi designado pela Cúria Metropolitana de Belo Horizonte para capelão e esteve à frente dos trabalhos até o ano de 1979.
Em 16 de julho de 1979, durante as comemorações dos 50 anos do Mercado, foi comemorada a 25ª Páscoa dos Comerciantes do Mercado Central. A cerimônia contou com a presença de dom João Rezende Costa, que oficializou a celebração.
Já em 1980, o padre Antônio solicitou sua dispensa de suas atribuições sacerdotais no Mercado Central, sendo designado o padre José Maria Moreira para substituí-lo. Este último permaneceu à frente dos trabalhos religiosos da Capela até 1991. Após essa data, foram convocados os padres Geraldo Magela da Silva e Marcelo do Carmo Ferreira.
Durante toda a permanência de ambos, as atividades propostas foram efetivadas e contaram com maior fluxo de participantes. Nessa época, a Capela passou à categoria de Paróquia, uma iniciativa do capelães, podendo ser desenvolvidas, junto à comunidade, todas as atividades que compõem um trabalho pastoral paroquial.
Em 1993, com a sobrecarga de trabalho e designação dos padres para outras paróquias, padre Marcelo e padre Geraldo foram obrigados a abandonar os trabalhos da Capela. Para substituí-los, foi designado o padre Elias Floriano dos Santos, vigário da Paróquia de Nossa Senhora Aparecida do Alto Vera Cruz, que permanece como capelão até a presente data.
Em 1994, a Capela passou por uma reformulação, sendo totalmente reformada e ampliada para a sua reinauguração. O então bispo dom Serafim celebrou a Páscoa do Mercado com grande festa. Ao longo de todo esse tempo, a Capela contou com o trabalho de voluntários, amigos, comerciantes e associados, que levaram adiante o movimento religioso iniciado em 1954. O horário da missa foi transferido para 7 horas, abrindo, assim, oportunidade de participação dos moradores da região vizinha ao Mercado.

## Críticas

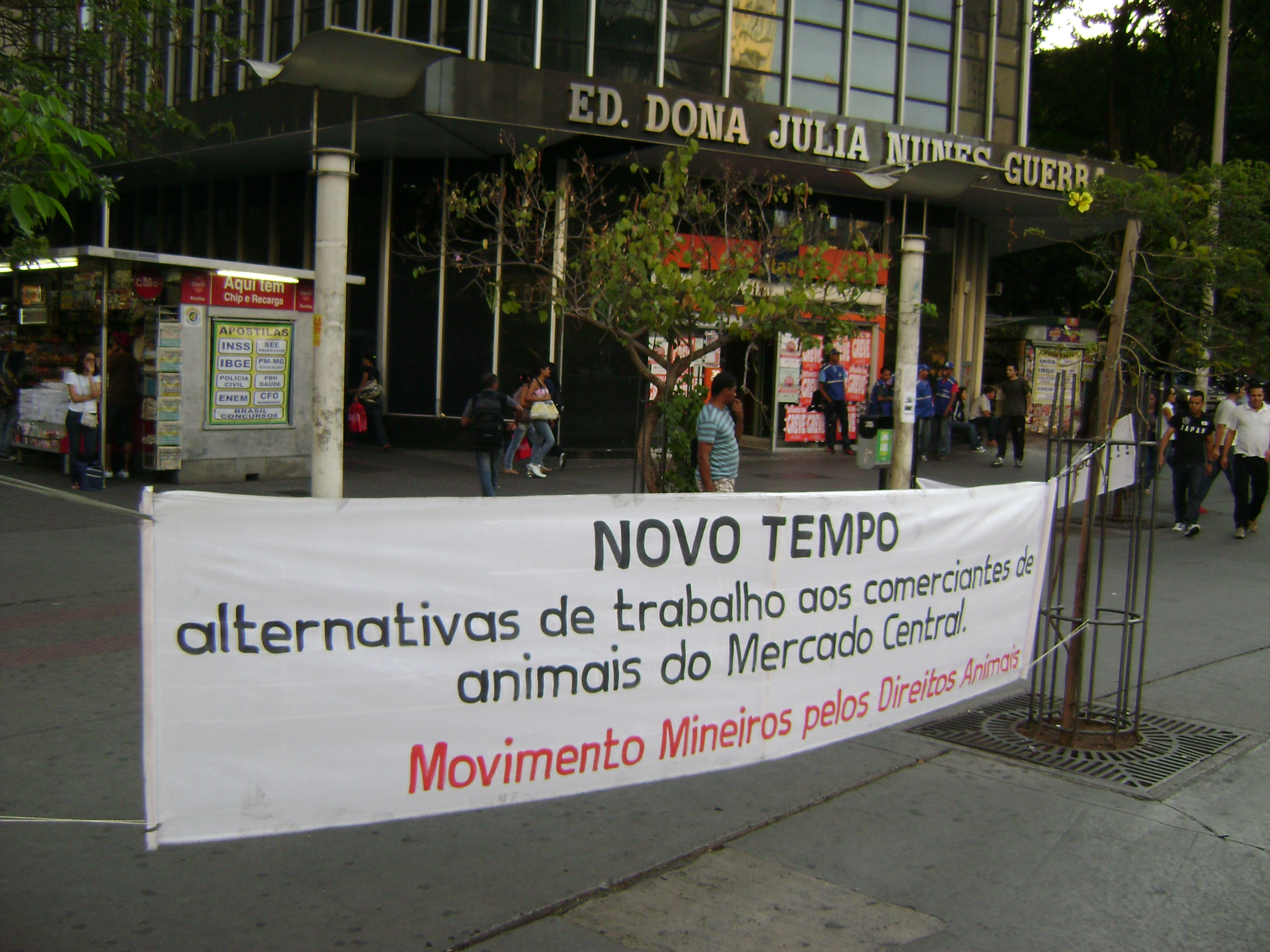
Cartaz na Praça Sete de Setembro criticando a venda de animais no Mercado Central.

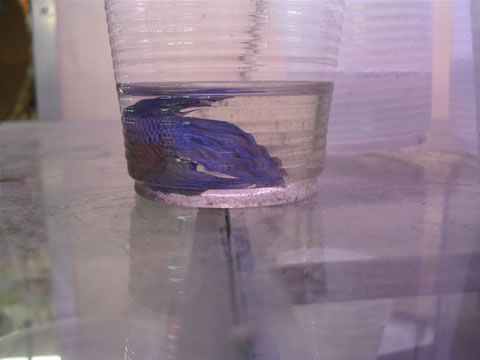
Peixe beta em copo descartável no Mercado Central

Dentre as diversas seções do Mercado, a de comercialização de animais tem levantado polêmica. Entidades ambientalistas têm denunciado a forma inadequada pela qual os animais têm sido tratados no Mercado Central. De acordo com dados levantados por essas entidades, o local tem "gaiolas superlotadas e extremamente pequenas. Todas amontoadas em grandes pilhas; onde animais doentes ou até mortos dividem o mesmo espaço com outros; peixes mantidos em copos descartáveis, sem o mínimo espaço de movimentação. Diversas espécies presas, que veem, de dentro das gaiolas, o sol de longe através de pequenas janelas..." Algumas entidades se especializam em denunciar os maus-tratos, outras opõem-se a animais usados como propriedade, seguindo ideias do advogado estadunidense Gary Francione. A denúncia foi feita também com fotografias publicadas no Centro de Mídia Independente.
Em setembro de 2006, entidades lançaram a campanha "A Vida não se Compra", com placas de outdoor em diversos pontos de Belo Horizonte com intuito de denunciar a situação dos animais no mercado. Abaladas por uma notificação extrajudicial, as empresas de mídia exterior que cederam o espaço para as entidades, retiraram as placas de Belo Horizonte ainda nos primeiros dias de exposição.
Outro problema encontrado por turistas na cidade é a não aceitação de bicicletas no estacionamento do estabelecimento, que, apesar de possuir 420 vagas, veta terminantemente a entrada de ciclistas. A atitude segue na contramão da tendência mundial de incentivar o transporte alternativo não motorizado como uma forma de ajudar nas questões ambientais, melhorando a qualidade de vida nas cidades. Após uma mensagem enviada por um grupo de ciclistas de Belo Horizonte, a administração do estabelecimento reiterou a proibição.